# 草薙劍竊盜事件

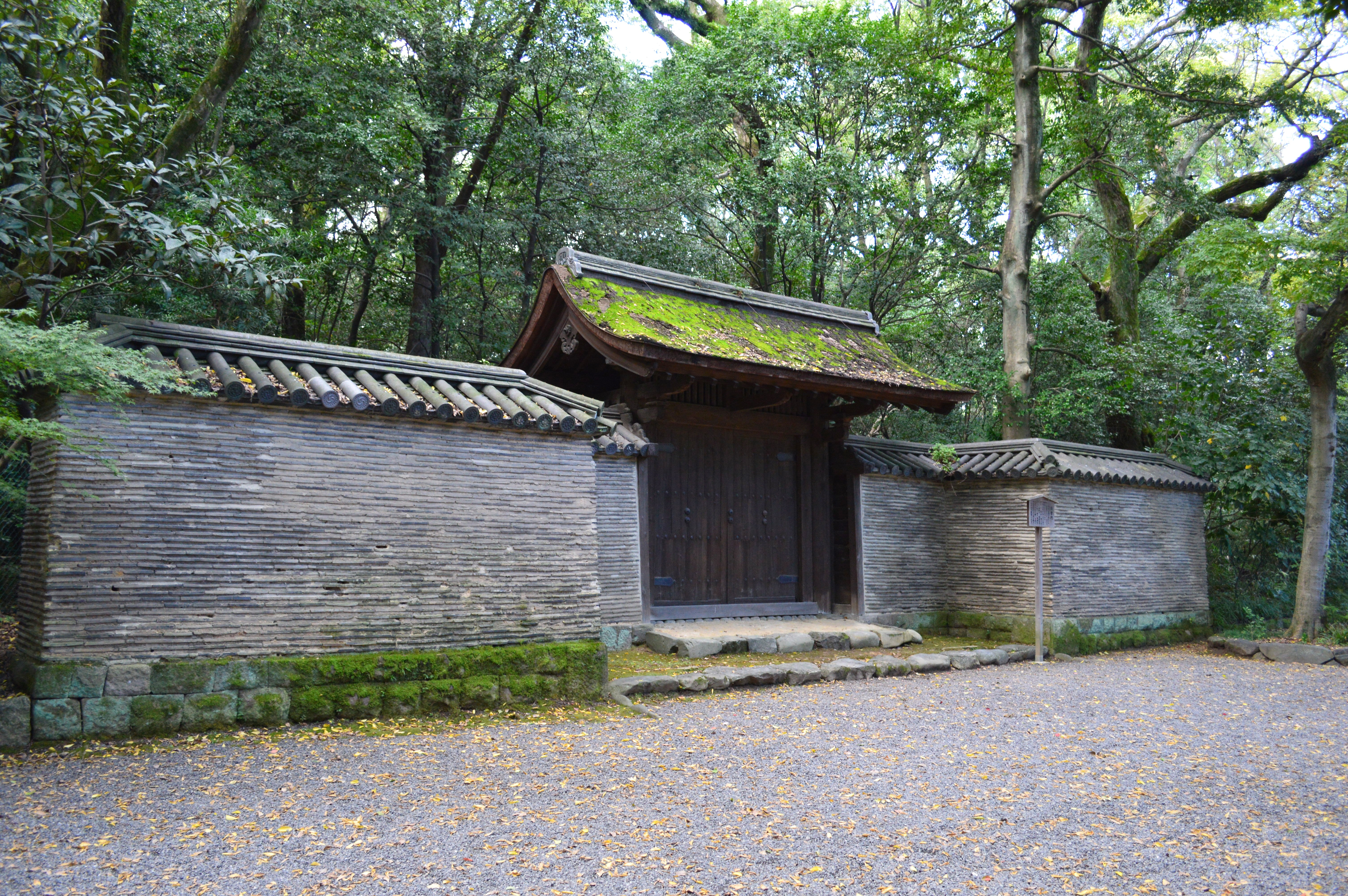
圖為熱田神宮（愛知縣名古屋市）清雪門，相傳僧人道行竊取草薙劍之後曾行經此門

草薙劍竊盜事件是飛鳥時代天智天皇7年（西元668年）所發生，三神器之一的草薙劍（天叢雲劍）遭到新羅人偷竊之事件。

## 概要

### 日本書記之記載
依照《日本書紀》卷第廿七天智天皇七年（西元668年）之記錄，該年沙門道行盜取草薙劍並逃向新羅，途中遇到大風雨，荒迷而歸。
關於僧人道行的下落，該書並無記載，倒是草薙劍的後續狀況在18年後的朱鳥元年再度出現。依照《日本書紀》卷第廿九朱鳥元年六月戊寅條之記述，天武天皇患病，占卜結果須降禍於草薙劍，於是當日立即將之送往尾張國熱田社。

### 尾張國熱田太神宮緣記之記載
關於熱田神宮方面的文獻，寫於鎌倉時代初期的《尾張國熱田太神宮緣記》，記錄著道行乃是來自新羅的僧人，打算盜劍後回到本國，入神祠盜劍後以袈裟裹之逃往伊勢國。但神劍脫離袈裟回到熱田社，道行回去練禪禱請，再以袈裟裹著神劍逃到攝津國出海，卻因海難漂流至難波（今大阪市）。神劍對他人說：「吾是熱田劍神，被妖僧盜往新羅，一開始裹著七條袈裟，脫出還社後又被裹著九條袈裟，難以逃出。」道行心裡想著若捨去此劍則可免去責任，遂拋劍逃跑。不料耗盡力氣仍劍不離身，後來自首認罪遭到斬首。朱鳥元年六月十日天武天皇病恙，占卜後將神劍移置於尾張國熱田社。

### 古語拾遺之記載
編纂於大同2年的《古語拾遺》記載：況復草薙神釼者，尤是天璽，自日本武尊愷旋之年，留在尾張國熱田社，外賊偸逃不能出境。

## 考證

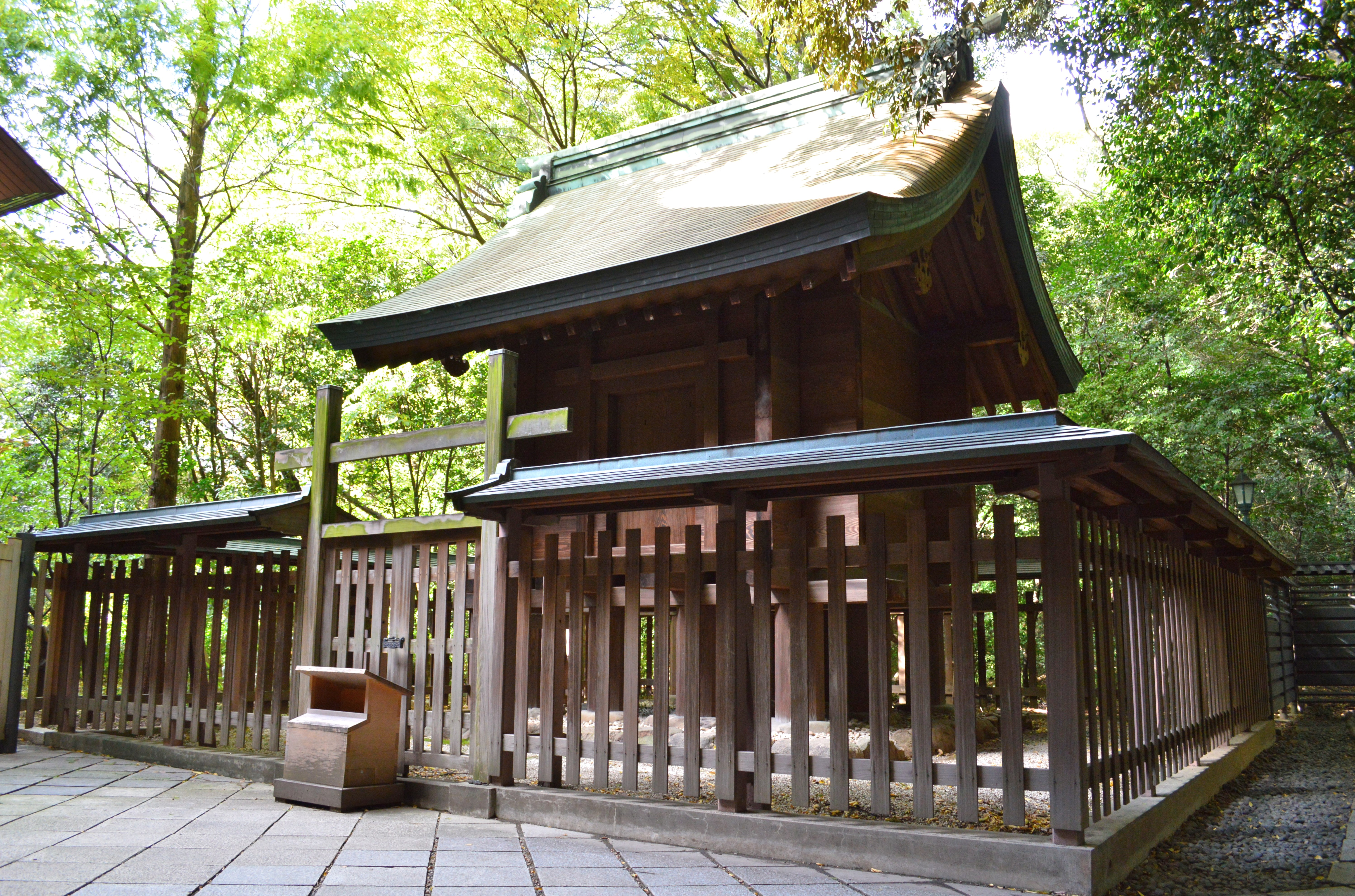
熱田神宮土用殿明治之前草薙劍供奉於此殿，現在則被供奉在正殿。

| 日期                                      | 日期                                      | 發生事件                                      |
| ----------------------------------------- | ----------------------------------------- | --------------------------------------------- |
| 天智天皇7年（西元668年）                  | 1月3日                                    | 天智天皇即位                                  |
| 天智天皇7年（西元668年）                  | （是歳）                                  | 草薙劍竊盜事件 （事件發生時所在位置不明）     |
| 天武天皇2年（西元673年）2月27日           | 天武天皇2年（西元673年）2月27日           | 天武天皇即位                                  |
| 朱鳥元年（西元686年）6月10日              | 朱鳥元年（西元686年）6月10日              | 草薙劍招致天皇患病 將草薙劍送往熱田社         |
| 持統天皇4年（西元690年）1月1日            | 持統天皇4年（西元690年）1月1日            | 持統天皇即位                                  |
|                                           |                                           | （這段期間文武天皇、元明天皇、元正天皇即位）  |
| 養老4年（西元720年） （《日本書紀》編纂） | 養老4年（西元720年） （《日本書紀》編纂） | 草薙橫刀位於熱田社 （據景行天皇51年8月4日條） |